# Ісуерре
Ісуерре (ісп. Isuerre) — муніципалітет в Іспанії, у складі автономної спільноти Арагон, у провінції Сарагоса. Населення — 37 осіб (2010).
Муніципалітет розташований на відстані близько 320 км на північний схід від Мадрида, 95 км на північ від Сарагоси.

## Демографія
Динаміка населення (INE ):